# کبوتر میوه‌خوار سینه‌آتشی
کبوتر میوه‌خوار سینه‌آتشی (نام علمی: Ptilinopus marchei) گونه‌ای از پرندگان خانواده کبوتران است. این گونه بومی فیلیپین است که تنها در کوه‌های لوزون یافت می‌شود. این یک کبوتر بزرگ است که طول آن به ۴۲ سانتی‌متر می‌رسد، بزرگ‌ترین کبوتر میوه‌خوار در کشور و رقیب اندازه کبوتر شاهنشاهی است. با کلاه قرمز، بال‌های سیاه با لکه‌های قرمز روی بخش‌های شاهپردومی‌ها و سینه آتش‌رنگ غیرقابل انکارش شناخته می‌شود. زیستگاه‌های طبیعی آن در نواحی بالای جنگل‌های دشت نمناک گرمسیری و جنگل‌های کوهستانی میانی تا بالایی است. از دست دادن زیستگاه، شکار غیرقانونی برای تجارت حیوانات خانگی و شکار برای غذا تهدید می‌شود.
بر اساس قانون فیلیپین RA 9147، شکار، گرفتن یا نگهداری کبوترهای میوه‌خوار سینه‌آتشی غیرقانونی است
در جنگل‌های دولپه‌ای دشتی و تپه‌ای و جنگل‌های میان‌بند از ارتفاع ۴۵۰ تا ۱۵۰۰ متری با برخی رکوردهای پراکنده در جنگل‌های خزه‌ای کوهستانی شناخته شده‌است. این تنها در جنگل‌های اولیه یافت می‌شود که نسبتاً حساس است و نمی‌تواند در جنگل‌های ثانویه رشد کند.